# OpenSimulator
OpenSimulator (или OpenSim) — открытая платформа для создания многопользовательских 3-мерных виртуальных миров. Сервер OpenSim обслуживает один или несколько участков виртуальной земли (регионов, симов) и может быть запущен как отдельно (standalone mode), так и в составе сети серверов (grid mode).
В январе 2007 года был создан самостоятельный проект «OpenSimulator» («OpenSim») для разработки серверной платформы с открытым исходным кодом для создания многопользовательских 3D виртуальных миров. Первоначально целью нового проекта была разработка полнофункционального серверного программного обеспечения для клиентов популярной on-line вселенной Second Life. Однако в августе 2012 года компания Linden Labs изменила протокол связи, что исключило возможность использовать напрямую клиента Second Life для работы с OpenSim без дополнительного модуля-конвертера. Отныне для прямого подключения к виртуальным мирам на платформе OpenSim используются сторонние клиенты.
Подключенные к серверу пользователи представлены в виде своих 3-мерных виртуальных образов — аватаров. Аватары могут передвигаться по виртуальной земле пешком, по воздуху и по воде самостоятельно или с помощью средств передвижения (автомобили, самолёты, корабли и пр.).
Пользователи OpenSim могут создавать различные трёхмерные объекты, состоящие из одной или нескольких элементарных частей — примитивов. К примитивам относятся кубы, шары, пирамиды и др. Пользователи могут импортировать объекты или текстуры из других программ и обмениваться ими в виртуальном мире.
Возможные сферы применения OpenSim
- трёхмерный чат
- Многопользовательские онлайн игры (MMOG, MMORPG)
- Виртуальные представительства организаций (офисы, образовательные учреждения и др.)
- 3-мерное моделирование
- Моделирование физических процессов
- Ландшафтный дизайн
- Образование

## Структура виртуальных миров OpenSim
Для описания структуры виртуальных миров используется соответствующая терминология, которая относится к единицам измерения площади виртуального пространства и ее административному членению:
Регион — основная единица площади виртуальной земли в симуляторе. Обычно равняется 256 м2, но может быть и больших размеров (512, 1024 м2).
Грид (от англ. Grid) — совокупность регионов, связанных в единую систему, позволяющую пользователям перемещаться между ними. Грид может объединять множество регионов, которые создаются процессами Opensim, физически находящиеся на разных серверах  Архивная копия от 7 декабря 2017 на Wayback Machine.
Мегарегион (Megaregion) — группа регионов, объединенные в единую, бесшовную площадь виртуальной земли. Мегарегионы так же, как и обычные регионы, могут быть частью одного грида  Архивная копия от 16 июня 2017 на Wayback Machine.
Варрегион (от англ. Varregion) — регион, площадь которого больше стандартной площади в 256 м2  Архивная копия от 23 июня 2017 на Wayback Machine.
Эстейт (от англ. Estate) — землевладение, в которое может входить некоторое количество регионов различной величины. Эстейт может принадлежать только пользователю, который имеет возможность администрировать все регионы, входящие в данный эстейт  Архивная копия от 23 июня 2017 на Wayback Machine.
Парсель (от англ. Parsel) — единица площади землевладения внутри эстейта. Это небольшой участок земли в регионе, который принадлежит пользователю, либо группе пользователей, которые обладают возможностью администрирования данного участка.
Виртуальный мир может быть создан в нескольких конфигурациях:
а) Standalone;
б) Standalone Hipergrid;
в) Grid;
г) Grid Hipergrid
Режим Standalone характеризуется возможностью подключения к виртуальному миру только зарегистрированных пользователей. Виртуальный мир в режиме Standalone ограничен лишь одним процессом в системе и одним физическим сервером. Количество виртуальных регионов ограничено лишь мощностью серверного оборудования. Переход пользователей Standalone к другим гридам, либо регионам, находящимся на других серверах невозможен.
Режим Standalone Hipergrid подобен режиму Standalone, однако позволяет пользователям перемещаться в другие гриды и регионы, которые находятся на серверах по всему миру. Что характерно, пользователи перемещаются между мирами, не будучи при этом в них зарегистрированы, однако могут становиться членами местных сообществ (групп), получать уведомления, переносить объекты и добавлять в друзья резидентов других гридов.
Режим Grid предполагает объединение множества регионов в единую сеть (см. выше). Однако перемещение пользователей возможно исключительно между регионами, входящими в данный грид.
Режим Grid Hipergrid по своей структуре напоминает Grid, однако, с возможностью взаимодействия с другими симуляторами Grid Hipergrid и Standalone Hipergrid по всему миру.